# کیلیان دین
کیلیان دین (انگلیسی: Killian Dain؛ زادهٔ ۲۰ فوریهٔ ۱۹۸۵) کشتی‌گیر کشتی حرفه‌ای اهل بریتانیا است.